# Giáo phận Copenhagen (Công giáo Rôma)
Giáo phận Copenhagen (tiếng Đan Mạch: Bispedømmet København; tiếng Latinh: Dioecesis Hafniae) là một giáo phận của Giáo hội Latinh trực thuộc Giáo hội Công giáo Rôma ở Đan Mạch. Giáo phận được đặt tên theo nơi đặt tòa giám mục là thủ đô Copenhagen của Đan Mạch. Địa giới giáo phận bao gồm toàn bộ nước này, trong đó có cả hai lãnh thổ hải ngoại, quần đảo Faroe và Greenland. Có khoảng 36.000 (0,7%) giáo dân trong giáo phận trên tổng dân số 5.516.597.